# Abbateggio
Abbateggio là một đô thị thuộc tỉnh Pescara trong vùng Abruzzo của Ý. Đô thị này có diện tích 15,71 km², dân số 420 người. Các làng trực thuộc: Catalano, Di Mezzo, Cusano, San Martino. Các đô thị giáp ranh gồm: Caramanico Terme, Lettomanoppello, Roccamorice, San Valentino in Abruzzo Citeriore, Scafa.